# If You Tolerate This Your Children Will Be Next
"If You Tolerate This Your Children Will Be Next" là một bài hát của ban nhạc alternative rock người xứ Wales Manic Street Preachers, phát hành vào ngày 24 tháng 8 năm 1998 thông qua nhãn đĩa Epic Records. Đây là đĩa đơn đầu tiên trích từ album phòng thu thứ năm của nhóm This Is My Truth Tell Me Yours. Ca khúc bán được 156.000 bản trong tuần đầu tiên và giành vị trí quán quân trên UK Singles Chart vào tháng 8 năm 1998. Ở bên ngoài Anh Quốc, bài hát lọt vào top 20 tại Na Uy và Thụy Điển, đồng thời trở thành ca khúc duy nhất của ban nhạc xếp hạng tại Bắc Mỹ khi đứng ở vị trí cao nhất — số 19 trên bảng xếp hạng RPM Alternative 30 của Canada.

## Bối cảnh

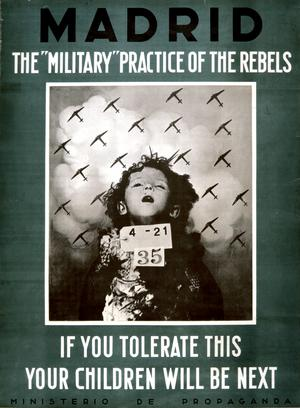
Tấm poster ở thập niên 1930 đã truyền cảm hứng cho tựa bài hát.

Chủ đề của bài hát lấy cảm hứng từ cuộc nội chiến Tây Ban Nha và chủ nghĩa lý tưởng của những tình nguyện viên xứ Wales gia nhập Lữ đoàn Quốc tế cánh tả nhằm đầu quân cho Đệ Nhị Cộng hòa Tây Ban Nha chiến đấu chống lại bè lũ phiến quân của Francisco Franco. Tựa đề ca khúc lấy từ poster tuyên truyền viết bằng tiếng Anh của Đảng cộng hòa lúc đó và có hình một đứa bé bị sát hại bởi những kẻ theo chủ nghĩa quốc xã dưới một bầu trời bom đạn, kèm theo dòng cảnh báo là chính tên bài hát ghi ở phía dưới.
Nhiều sự kiện có thật từ cuộc nội chiến Tây Ban Nha đã đóng góp cảm hứng cho phần ca từ của bài hát. Chẳng hạn như câu "If I can shoot rabbits/then I can shoot fascists"  được cho là nhận xét của một người đàn ông đối với anh trai của mình — người đã đăng ký nhập ngũ chiến đấu làm chiến sĩ của Đảng Cộng hòa. Điều này ban đầu được trích trong cuốn sách Miners Against Fascism của Hywel Francis. Một tác phẩm đầu tay khác của George Orwell là "Homage to Catalonia" giải thích, "I've walked La Rambla/but not with real intent".

## Phát hành
"If You Tolerate This Your Children Will Be Next" được phát hành vào tháng 8 năm 1989 và nó xây chắc vị trí quán quân của mình trên UK Singles Chart, bất chấp sự cạnh tranh đến từ "One for Sorrow" của Steps — bài hát phát hành cùng ngày và đứng đầu bảng xếp hạng giữa tuần. Ca khúc đã bán hơn 400.000 bản và giành chứng chỉ Vàng của Hiệp hộ công nghiệp ghi âm Anh (BPI). Đây là bài hát thành công nhất của nhóm trên Irish Singles Chart khi đạt hạng 3 và là bài hát duy nhất của Manic Street Preachers được phát hành thành đĩa đơn tại Hoa Kỳ và Canada. Mặc dù nó không lọt vào bất cứ bảng xếp hạng nào của Billboard, ca khúc lại trở thành một bài hit thành công khiêm tốn ở Canada khi giành vị trí cao nhất số 19 trên bảng xếp hạng RPM Alternative 30 trong hai tuần vào tháng 8 năm 1999.
Đĩa đơn cũng giành được thành công tại Thụy Điển khi đứng ở vị trí thứ 21 và trụ vững trên bảng xếp hạng trong tổng cộng 10 tuần. Tại Đức, ca khúc xếp thứ 79 và tại Hà Lan xếp thứ 62; ở các quốc gia này bài hát trụ vững trên bảng xếp hạng trong 9 tuần. Tại Na Uy, "If You Tolerate This Your Children Will Be Next" chỉ trụ vững trong 2 tuần dù vươn tới vị trí số 19. Đĩa đơn còn đứng ở hạng 49 tại Úc và hạng 44 tại New Zealand.
Bản ghi được tái bản thành hai đĩa đơn CD: đầu tiên là những phiên bản của "Prologue to History" và "Montana/Autumn/78"; còn thứ hai là bản phối lại của Massive Attack và một bản phối của David Holmes.

## Video âm nhạc
Giai điệu quen thuộc của bài Quốc tế ca có thể nghe thấy ở đầu và cuối video khi nó phát trên chiếc hộp nhạc. Đây là bài hát nổi tiếng của phe Cộng hòa trong cuộc nội chiến Tây Ban Nha. Wire hết lời khen ngợi MV ca khúc do W.I.Z. đạo diễn, anh miêu tả nó là "siêu thực, nhiễu loạn nhẹ nhàng... có một cảm giác ngột ngạt lâm sàng bất chấp tông màu sáng của nó". Đây cũng là MV thứ 4 và cuối cùng mà W.I.Z đạo diễn cho ban nhạc.

## Dấu ấn
Sách Kỷ lục Guinness từng ghi nhận bài hát là đĩa đơn quán quân Anh có tựa dài nhất mà không có dấu ngoặc. Bài hát cũng được bình chọn ở vị trí thứ 20 trong danh sách "100 đĩa đơn quán quân vĩ đại nhất" của kênh Channel 4.

### Hát lại
Ca khúc từng được David Usher hát lại trong album Hallucinations của anh vào năm 2003. DJ Eric Chase cũng thu âm một bản hát lại của bài hát vào tháng 12 năm 2009. Giọng ca chính của Radiohead là Thom Yorke thỉnh thoảng còn hát một đoạn của ca khúc trong các buổi trình diễn trực tiếp của "Everything in Its Right Place", nằm trong chuyến lưu diễn của Radiohead vào năm 2001.

## Danh sách bài hát
Tất cả âm nhạc đều do James Dean Bradfield và Sean Moore sáng tác; ngoại trừ nơi có chú giải.
Tất cả ca từ do Nick Jones viết; ngoại trừ nơi có chú giải.
| CD1 | CD1                                               | CD1        |
| STT | Nhan đề                                           | Thời lượng |
| --- | ------------------------------------------------- | ---------- |
| 1.  | "If You Tolerate This Your Children Will Be Next" | 4:51       |
| 2.  | "Prologue to History"                             | 4:44       |
| 3.  | "Montana/Autumn/78"                               | 3:12       |

| CD2 | CD2 | CD2        |
| STT | Nhan đề | Thời lượng |
| --- | --- | ---------- |
| 1.  | "If You Tolerate This Your Children Will Be Next"                                                                                  | 4:50       |
| 2.  | "If You Tolerate This Your Children Will Be Next" (Bản remix của Massive Attack)                                                   | 4:54       |
| 3.  | "If You Tolerate This Your Children Will Be Next" (Bản remix của David Holmes/bản mix của The Class Reunion of the Sunset Marquis) | 10:02      |

| Cassette | Cassette                                                                                   | Cassette   |
| STT      | Nhan đề                                                                                    | Thời lượng |
| -------- | ------------------------------------------------------------------------------------------ | ---------- |
| 1.       | "If You Tolerate This Your Children Will Be Next"                                          | 4:50       |
| 2.       | "Kevin Carter" (trực tiếp tại Manchester NYNEX, 24 tháng 5 năm 1997) (ca từ: Richey James) | 3:22       |

## Xếp hạng và chứng chỉ
| Xếp hạng (1998–1999)            | Vị trí cao nhất |
| ------------------------------- | --------------- |
| Úc (ARIA)                       | 49              |
| Bỉ (Ultratip Flanders)          | 13              |
| Canada Rock/Alternative (RPM)   | 19              |
| Đức (GfK)                       | 79              |
| Ireland (IRMA)                  | 3               |
| Hà Lan (Single Top 100)         | 62              |
| New Zealand (Recorded Music NZ) | 44              |
| Na Uy (VG-lista)                | 19              |
| Scotland (OCC)                  | 3               |
| Thụy Điển (Sverigetopplistan)   | 21              |
| Anh Quốc (OCC)                  | 1               |

| Vị trí | 1 | 5 | 11 | 17 | 26 | 36 |

| Xếp hạng (1998)                      | Vị trí |
| ------------------------------------ | ------ |
| UK Singles (Official Charts Company) | 46     |

| Quốc gia                                                    | Chứng nhận | Số đơn vị/doanh số chứng nhận |
| ----------------------------------------------------------- | ---------- | ----------------------------- |
| Anh Quốc (BPI)                                              | Vàng       | 400.000‡                      |
| ‡ Chứng nhận dựa theo doanh số tiêu thụ và phát trực tuyến. |            |                               |